# 趙秉衡
趙秉衡（？—？），山東東昌府臨清州人，明朝政治人物。

## 生平
天啟元年（1621年）辛酉科山東鄉試舉人，五年（1625年）乙丑科進士。授元城縣知縣，升戶部主事，督餉密雲。

## 家族
兄趙秉樞，崇禎七年進士，清初任長蘆鹽運使。